# 캐나다 마스터스
캐나다 마스터스(Canada Masters)는 매년 캐나다에서 열리는 테니스 대회이다. 오랫동안 캐나다 오픈(Canadian Open)으로도 불렸던 이 대회는 현재 로저스 커뮤니케이션스 사가 스폰서를 맡고 있어, 남자 대회는 로저스 마스터스(Rogers Masters), 여자 대회는 로저스 컵(Rogers Cup)으로 불린다. 하드 코트에서 진행되는 이 대회는 ATP 투어에서는 마스터스 1000 분류에 속하며, WTA 투어에서는 프리미어 대회 분류에 속한다.
이 대회의 남녀 경기는 7~8월의 서로 다른 주에 몬트리올과 토론토에서 각기 따로 열린다. 홀수 연도에는 남자 경기가 몬트리올에서, 여자 경기는 토론토에서 열리며, 짝수 연도에는 그 반대가 된다.
2009년 대회의 남자 우승자는 앤디 머리, 여자 우승자는 엘레나 데멘티에바이다.

## 역사

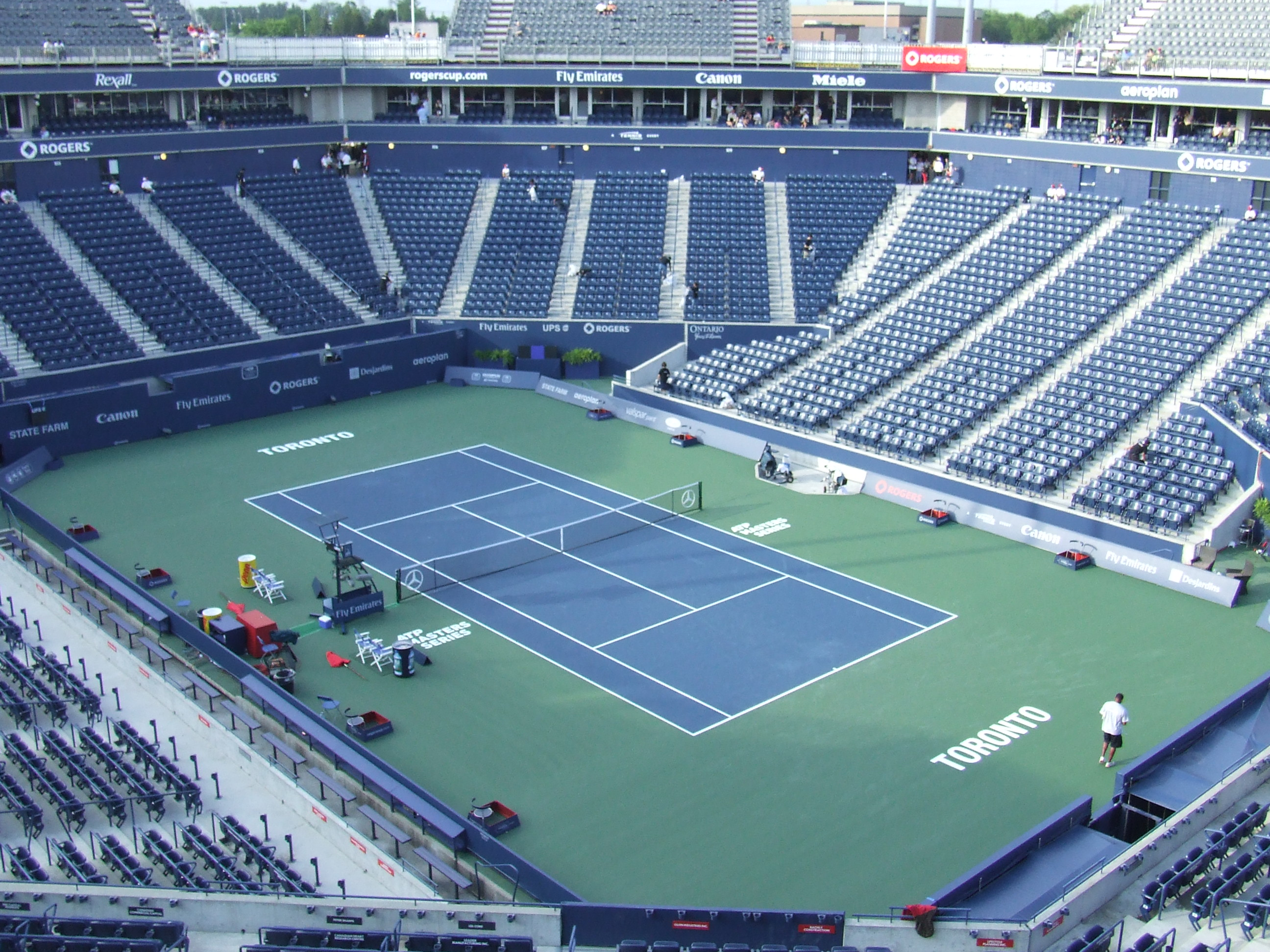
토론토의 대회 개최 장소인 렉설 센터의 모습.

캐나다 마스터스는 오랜 전통을 지닌 대회로 유명하다. 남자 대회는 1881년에 토론토 론 테니스 클럽에서 처음 개최되었으며, 여자 대회는 1892년에 처음 열렸다. 현존하는 세계의 모든 테니스 대회 중 이 대회만큼 역사가 오래된 대회는 윔블던과 US 오픈 뿐이다.
1989년 대회 때는 그랜트 코넬과 앤드루 슈나이더, 이 두 캐나다 선수가 결승에 나란히 8강에 진출하여 특히 이목을 끌기도 했다. 이들은 8강에서 각각 이반 렌들과 안드레 애거시에게 패했다. 이후 준결승에서 렌들이 애거시를 꺾고 올라가 결승에서 존 메켄로를 누르고 이 해 우승자가 되었다. 이반 렌들은 이 대회에서 역대 가장 뛰어난 성적을 남겼는데, 그는 결승에 9번 진출하여 6번 우승(1980, 1981, 1983, 1987, 1988, 1989년)했다.
이 대회는 한때 수년 간 여러 담배 회사들과 스폰서십 계약을 맺기도 했었다. 1970년대에는 로스만 인터내셔널이 메인 스폰서였으며, 이어서 1980년대에는 플레이어즈 리미티드가, 그리고 1997년부터 2000년까지는 뒤 모리에가 그 자리를 이어 받았다. 그러나 이후 연방법에 의해 담배 광고가 규제를 받게 되면서, 로저스 커뮤니케이션스가 새로운 메인 스폰서가 되었다.
여자 대회는 최근에 US 오픈 대회 직전으로 시기를 옮겼다. 그리고 남자 대회의 경우 ATP가 마스터스 1000에 속하는 대회로서 의무적인 참가를 규정하고 있지만 WTA의 경우에는 그러한 의무 규정을 두고 있지 않다. 그 결과, 최근 캐나다 마스터스의 여자 대회에는 윌리엄스 자매나 마리아 샤라포바와 같은 톱랭킹 선수들이 불참하는 현상이 발생했다. 이것은 그랜드 슬램 대회인 US 오픈 직전에 대회에 참가하여 체력을 소모하기를 꺼리는 선수들이, 크고 작은 부상 등을 핑계로 대회를 포기하는 편을 택하기 때문인 것으로 풀이된다.
현재, 토론토 대회의 경기장은 요크 대학의 렉설 센터이다. 2007년까지 아메리칸 익스프레스가 프리젠팅 스폰서(presenting sponsor)였으나, 2008년부터는 프리젠팅 스폰서가 없는 상태이다. 몬트리올 대회의 경기장은 스타드 위니프리이며, 캐나다 국립은행이 프리젠팅 스폰서를 맡고 있다.
2009년부터 남자 대회는 기존의 마스터스 시리즈에서 마스터스 1000 시리즈 대회로 변경되었다. 마스터스 1000 대회에는 톱랭킹 선수들이 의무적으로 참가하도록 되어 있어 수준 높은 경기가 보장되므로 테니스 팬들에게 인기가 많다. 여자 대회 또한 대회 수준을 높이기 위해 변화를 꾀하고 있는데, 특히 프리미어 5급 대회가 됨에 따라 톱랭킹 선수가 부상 등의 정당한 사유 없이 대회에 불참할 경우 벌금이나 자격정지 처분까지 내릴 수 있게 되어 여자 대회에서도 거의 모든 유명 선수들을 만날 수 있게 되었다. 그러나 2009년 여자 대회에서 10번 이내의 시드 배정 선수들 중 6명이 2회전 이내에 대거 탈락하면서, 체력 소진을 이유로 US 오픈 직전의 대회 참가를 꺼려하는 톱랭킹 선수들이 의도적으로 조기 탈락을 택한다는 의혹이 제기되기도 했다.
2011년부터 캐나다 마스터스는 남녀 대회가 같은 주에 열리게 되는 등 새로운 변화를 시도할 예정이다.

## 스폰서

### 2009년 로저스 컵 - 여자 (토론토)

#### 타이틀 스폰서
- 로저스 커뮤니케이션스

#### 플래티넘 스폰서
- 아큐라
- 캐나다 낙농업자 연합(Dairy Farmers of Canada)
- 데자르뎅 그룹(Desjardins Group)
- 에미리츠 항공
- 아이리스 안과(Iris Eye Clinics)

#### 골드 스폰서
- 아디다스
- 밀르(Miele)
- 온타리오 여행사(Ontario Tourism)
- 렉설
- 롤렉스

### 2009년 로저스 마스터스 - 남자 (몬트리올)

#### 타이틀 스폰서
- 로저스 커뮤니케이션스

#### 프리젠팅 스폰서
- 캐나다 국제은행

#### 플래티넘 스폰서
- 에어로플랜(Aeroplan)
- 캐나다 낙농업자 연합(Dairy Farmers of Canada)
- 에미리츠 항공
- 아이리스 안과(Iris Eye Clinic)
- 퀘벡 로또(Loto-Quebec)

#### 골드 스폰서
- 레 브라쇠르 RJ(Les Brasseurs RJ)
- 라 프레스(캐나다 신문사)
- 롤렉스
- SAQ
- 테니스존(Tenniszon)

## 대회 명칭의 변천
| 기간        | 남자 대회                                                                          | 여자 대회              |
| ----------- | ---------------------------------------------------------------------------------- | ---------------------- |
| 1881 - 1967 | Canadian Championships                                                             | Canadian Championships |
| 1968 - 1996 | Canadian Open (1970년대 - Rothmans Canadian Open, 1980대 - Player's International) | Canadian Open          |
| 1997 - 2000 | du Maurier Open                                                                    | du Maurier Open        |
| 2001 - 2004 | Canada Masters                                                                     | Rogers AT&T Cup        |
| 2005 - 현재 | Rogers Masters (캐나다 내에서는 Rogers Cup으로 불림)                               | Rogers Cup             |

## 역대 대회 결과

### 남자 (1968년부터)

#### 단식 (오픈 시대, 1968년-현재)
| 연도 | 우승자              | 준우승자              | 결승전 스코어       |
| ---- | ------------------- | --------------------- | ------------------- |
| 1968 | 라마나탄 크리슈난   | 토르벤 울리크         | 6-3, 6-0, 7-5       |
| 1969 | 클리프 리치         | 얼 부치 벅홀즈        | 6-4, 5-7, 6-4, 6-0  |
| 1970 | 로드 레이버         | 로저 테일러           | 6-0, 4-6, 6-3       |
| 1971 | 존 뉴컴             | 톰 오커르             | 7-6, 3-6, 6-2, 7-6  |
| 1972 | 일리에 나스타시     | 앤드루 패티슨         | 6-4, 6-3            |
| 1973 | 톰 오커르           | 마누엘 오란테스       | 6-3, 6-2, 6-1       |
| 1974 | 기예르모 빌라스     | 마누엘 오란테스       | 6-4, 6-2, 6-3       |
| 1975 | 마누엘 오란테스     | 일리에 나스타시       | 7-6, 6-0, 6-1       |
| 1976 | 기예르모 빌라스     | 보이테크 피바크       | 6-4, 7-6, 6-2       |
| 1977 | 제프 보로비아크     | 하이메 피욜 시니어    | 6-0, 6-1            |
| 1978 | 에디 딥스           | 호세루이스 클레르크   | 5-7, 6-4, 6-1       |
| 1979 | 비외른 보리         | 존 메켄로             | 6-3, 6-3            |
| 1980 | 이반 렌들           | 비외른 보리           | 4-6, 5-4, 기권      |
| 1981 | 이반 렌들           | 엘리엇 텔처           | 6-3, 6-2            |
| 1982 | 비터스 제럴라이티스 | 이반 렌들             | 4-6, 6-1, 6-3       |
| 1983 | 이반 렌들           | 안데르스 야뤼드       | 6-2, 6-2            |
| 1984 | 존 메켄로           | 비터스 제럴라이티스   | 6-0, 6-3            |
| 1985 | 존 메켄로           | 이반 렌들             | 7-5, 6-3            |
| 1986 | 보리스 베커         | 스테판 에드베리       | 6-4, 3-6, 6-3       |
| 1987 | 이반 렌들           | 스테판 에드베리       | 6-4, 7-6            |
| 1988 | 이반 렌들           | 케빈 커런             | 7-6, 6-2            |
| 1989 | 이반 렌들           | 존 메켄로             | 6-1, 6-3            |
| 1990 | 마이클 창           | 제이 버거             | 4-6, 6-3, 7-6       |
| 1991 | 안드레이 체스노코프 | 페트르 코르다         | 3-6, 6-4, 6-3       |
| 1992 | 안드레 애거시       | 이반 렌들             | 3-6, 6-2, 6-0       |
| 1993 | 미카엘 페른포르스   | 토드 마틴             | 2-6, 6-2, 7-5       |
| 1994 | 안드레 애거시       | 제이슨 스톨튼버그     | 6-4, 6-4            |
| 1995 | 안드레 애거시       | 피트 샘프라스         | 3-6, 6-2, 6-3       |
| 1996 | 웨인 퍼레이라       | 토드 우드브리지       | 6-2, 6-4            |
| 1997 | 크리스 우드러프     | 구스타보 쿠에르텐     | 7-5, 4-6, 6-3       |
| 1998 | 패트릭 라프터       | 리하르트 크라이첵     | 7-6, 6-4            |
| 1999 | 토마스 요한슨       | 예브게니 카펠니코프   | 1-6, 6-3, 6-3       |
| 2000 | 마라트 사핀         | 하렐 레비             | 6-2, 6-3            |
| 2001 | 안드레이 파벨       | 패트릭 라프터         | 7-6(3), 2-6, 6-3    |
| 2002 | 기예르모 카냐스     | 앤디 로딕             | 6-4, 7-5            |
| 2003 | 앤디 로딕           | 다비드 날반디안       | 6-1, 6-3            |
| 2004 | 로저 페더러         | 앤디 로딕             | 7-5, 6-3            |
| 2005 | 라파엘 나달         | 안드레 애거시         | 6-3, 4-6, 6-2       |
| 2006 | 로저 페더러         | 리샤르 가스케         | 2-6, 6-3, 6-2       |
| 2007 | 노바크 조코비치     | 로저 페더러           | 7-6(2), 2-6, 7-6(2) |
| 2008 | 라파엘 나달         | 니콜라스 키퍼         | 6-3, 6-2            |
| 2009 | 앤디 머리           | 후안 마르틴 델 포트로 | 6-7(4), 7-6(3), 6-1 |

#### 복식 (1969년-현재)
| 연도 | 우승자                                | 준우승자                               | 결승전 스코어    |
| ---- | ------------------------------------- | -------------------------------------- | ---------------- |
| 1969 | 론 홀름버그 존 뉴컴                   | 얼 부치 벅홀즈 레이먼드 무어           | 6-3, 6-4         |
| 1970 | 발 바우리 마티 리슨                   | 클리프 드라이즈데일 프레드 스톨리      | 6-3, 6-2         |
| 1971 | 톰 오커르 마티 리슨                   | 아서 애시 데이스 랠스턴                | 6-3, 3-6, 6-1    |
| 1972 | 일리에 나스타시 이온 치리아크         | 얀 코데시 얀 쿠칼                      | 7-6, 6-3         |
| 1973 | 로드 레이버 켄 로즈월                 | 오언 데이비드슨 존 뉴컴                | 7-5, 7-6         |
| 1974 | 마누엘 오란테스 기예르모 빌라스       | 위르겐 파스벤더 한스위르겐 포만        | 6-4, 5-7, 7-6    |
| 1975 | 클리프 드라이즈데일 레이먼드 무어     | 얀 코데시 일리에 나스타시              | 6-3, 6-2         |
| 1976 | 밥 휴잇 라울 라미레스                 | 후안 히스베르트 시니어 마누엘 오란테스 | 6-2, 6-1         |
| 1977 | 밥 휴잇 라울 라미레스                 | 프레드 맥네어 셔우드 스튜어트          | 6-4, 3-6, 6-2    |
| 1978 | 보이테크 피바크 마티 리슨             | 콜린 다우더스웰 하인츠 귄타르트        | 6-3, 7-6         |
| 1979 | 피터 플레밍 존 메켄로                 | 하인츠 귄타르트 밥 휴잇                | 6-7, 7-6, 6-1    |
| 1980 | 브루스 맨슨 브라이언 티처             | 하인츠 귄타르트 샌디 메이어            | 6-3, 3-6, 6-4    |
| 1981 | 라울 라미레스 퍼디 테이건             | 피터 플레밍 존 메켄로                  | 2-6, 7-6, 6-4    |
| 1982 | 스티브 덴턴 마크 에드먼드슨           | 피터 플레밍 존 메켄로                  | 6-7, 7-5, 6-2    |
| 1983 | 샌디 메이어 퍼디 테이건               | 팀 걸릭슨 톰 걸릭슨                    | 6-3, 6-4         |
| 1984 | 피터 플레밍 존 메켄로                 | 존 피츠제럴드 킴 워릭                  | 6-4, 6-2         |
| 1985 | 켄 플랙 로버트 세구소                 | 스테판 에드베리 안데르스 야뤼드        | 5-7, 7-6, 6-3    |
| 1986 | 칩 후퍼 마이크 리치                   | 보리스 베커 슬로보단 지보이노비치      | 6-7, 6-3, 6-3    |
| 1987 | 팻 캐시 스테판 에드베리               | 피터 두언 로리 워더                    | 6-7, 6-3, 6-4    |
| 1988 | 켄 플랙 로버트 세구소                 | 앤드루 캐슬 팀 걸릭슨                  | 7-6(3), 6-3      |
| 1989 | 켈리 에번던 토드 위츠컨               | 찰스 베크먼 셸비 캐넌                  | 6-3, 6-3         |
| 1990 | 폴 안나콘네 데이비드 휘턴             | 브로더릭 다이크 페테르 룬드그렌        | 6-1, 7-6         |
| 1991 | 패트릭 갤브레이스 토드 위츠컨         | 그랜트 코넬 글렌 미치바타              | 6-4, 3-6, 6-1    |
| 1992 | 패트릭 갤브레이스 대니 비서           | 안드레 애거시 존 메켄로                | 6-4, 6-4         |
| 1993 | 짐 쿠리어 마크 놀스                   | 글렌 미치바타 데이비드 페이트          | 6-4, 7-6         |
| 1994 | 바이런 블랙 조너선 스타크             | 패트릭 메켄로 Jared Palmer             | 6-4, 6-4         |
| 1995 | 예브게니 카펠니코프 안드레이 올홉스키 | 브라이언 맥피 샌던 스톨리              | 6-2, 6-2         |
| 1996 | 패트릭 갤브레이스 파울 하르하위스     | 마크 놀스 대니얼 네스터                | 7-6, 6-3         |
| 1997 | 마헤시 부파티 리앤더 페이스           | 서배스천 러루 앨릭스 오브라이언        | 7-6, 6-3         |
| 1998 | 마르틴 담 짐 그래브                   | 엘리스 퍼레이라 릭 리치                | 6-7, 6-2, 7-6    |
| 1999 | 요나스 비요르크만 패트릭 라프터       | 바이런 블랙 웨인 퍼레이라              | 7-6(5), 6-4      |
| 2000 | 서배스천 러루 대니얼 네스터           | 조슈아 이글 앤드루 플로렌트            | 6-3, 7-6(3)      |
| 2001 | 이리 노바크 다비드 리클               | 도널드 존슨 재러드 파머                | 6-4, 3-6, 6-3    |
| 2002 | 밥 브라이언 마이크 브라이언           | 마크 놀스 대니얼 네스터                | 4-6, 7-6(1), 6-3 |
| 2003 | 마헤시 부파티 막스 미르니             | 요나스 비요르크만 토드 우드브리지      | 6-3, 7-6(4)      |
| 2004 | 마헤시 부파티 리앤더 페이스           | 요나스 비요르크만 막스 미르니          | 6-4, 6-2         |
| 2005 | 웨인 블랙 케빈 율리엇                 | 요나탄 에를리크 앤디 램                | 6-7(5), 6-3, 6-0 |
| 2006 | 밥 브라이언 마이크 브라이언           | 폴 핸리 케빈 율리엇                    | 6-3, 7-5         |
| 2007 | 마헤시 부파티 파벨 비즈네르           | 폴 핸리 케빈 율리엇                    | 6-4, 6-4         |
| 2008 | 대니얼 네스터 네나드 지몬지치         | 밥 브라이언 마이크 브라이언            | 6-2, 4-6, 10-6   |
| 2009 | 마헤시 부파티 마크 놀스               | 막스 미르니 앤디 램                    | 6–4, 6–3         |

### 남자 단식 우승자 (오픈시대 이전)
| 연도    | 우승자                                   | 준우승자          | 결승전 스코어           |
| ------- | ---------------------------------------- | ----------------- | ----------------------- |
| 1967    | 마누엘 산타나                            | 로이 에머슨       | 6-1, 10-8, 6-4          |
| 1966    | 앨런 폭스                                | 앨런 스톤         | 6-4, 6-4, 6-3           |
| 1965    | 로널드 홀름버그                          | 레스터 색         | 4-6, 4-6, 6-4, 6-2, 6-2 |
| 1964    | 로이 에머슨                              | 프레드 스톨리     | 2-6, 4-6, 6-4, 6-3, 6-4 |
| 1963    | 휘트니 리드                              | 카일 카펜터       | 6-2, 6-4, 6-4           |
| 1962    | 후안 마누엘 코우데르                     | 숀 프로스트       | 6-3, 6-4, 6-3           |
| 1961    | 휘트니 리드                              | 마이크 생스터     | 3-6, 6-0, 6-4, 6-2      |
| 1960    | Ladislav Legenstein                      | 워런 우드콕       | 6-2, 6-2, 7-5           |
| 1959    | 레이날도 하리도                          | 오를란도 하리도   | 6-4, 1-6, 6-4, 6-1      |
| 1958    | 로베르 베다르                            | 휘트니 리드       | 6-0, 6-3, 6-3           |
| 1957    | 로베르 베다르                            | 라마나탄 크리슈난 | 6-1, 1-6, 6-2, 6-4      |
| 1956    | 노엘 브라운                              | 돈 폰타나         | 6-0, 2-6, 6-3, 6-3      |
| 1955    | 로베르 베다르                            | 앙리 로숑         | 8-6, 6-2, 6-1           |
| 1954    | 버나드 바츤                              |                   |                         |
| 1953    | 머빈 로즈                                |                   |                         |
| 1952    | 리처드 새빗                              |                   |                         |
| 1951    | 토니 빈센트                              |                   |                         |
| 1950    | 브렌던 매컨                              |                   |                         |
| 1949    | 앙리 로숑                                |                   |                         |
| 1948    | 윌리엄 털리                              |                   |                         |
| 1947    | 지미 에버트                              |                   |                         |
| 1946    | P. 몰리 루이스                           |                   |                         |
| 1941-45 | 대회 미개최                              | 대회 미개최       | 대회 미개최             |
| 1940    | 돈 맥더미드                              |                   |                         |
| 1939    | P. 몰리 루이스                           |                   |                         |
| 1938    | 프랭크 파커                              |                   |                         |
| 1937    | 월터 시니어                              |                   |                         |
| 1936    | 잭 티드볼                                |                   |                         |
| 1935    | 유진 스미스                              |                   |                         |
| 1934    | 마르셀 랭비유                            |                   |                         |
| 1933    | 존 무리오                                |                   |                         |
| 1932    | 프랭크 파커                              |                   |                         |
| 1931    | 잭 라이트                                |                   |                         |
| 1930    | 조지 로저스                              |                   |                         |
| 1929    | 잭 라이트                                |                   |                         |
| 1928    | 윌머 앨리슨                              |                   |                         |
| 1927    | 잭 라이트                                |                   |                         |
| 1926    | L. 드 튀렌                               |                   |                         |
| 1925    | 윌러드 F. 크로커                         |                   |                         |
| 1924    | 조지 M. 롯                               |                   |                         |
| 1923    | W. 리로이 레니                           |                   |                         |
| 1922    | 프랭크 앤더슨                            |                   |                         |
| 1921    | 월리스 J. 베이츠                         |                   |                         |
| 1920    | 폴 베넷                                  |                   |                         |
| 1919    | 가시오 세이이치로                        |                   |                         |
| 1915-18 | 대회 미개최                              | 대회 미개최       | 대회 미개최             |
| 1914    | T.Y. 셔웰                                |                   |                         |
| 1913    | R. 베어드                                |                   |                         |
| 1912    | B.P. 슈웽거스* (또는 R. 노리스 윌리엄스) |                   |                         |
| 1911    | B.P. 슈웽거스* (또는 E.H. 휘트니)        |                   |                         |
| 1910    | J.F. 포크스* (또는 N.W. 닐스)            |                   |                         |
| 1909    | J.F. 포크스* (또는 N.W. 닐스)            |                   |                         |
| 1908    | T.Y. 셔웰                                |                   |                         |
| 1907    | J.F. 포크스* (또는 I.C. 라이트)          |                   |                         |
| 1906    | I.C. 라이트                              |                   |                         |
| 1905    | I.C. 라이트                              |                   |                         |
| 1904    | 빌스 C. 라이트                           |                   |                         |
| 1903    | 빌스 C. 라이트                           |                   |                         |
| 1902    | 빌스 C. 라이트                           |                   |                         |
| 1901    | 윌리엄 란드                              |                   |                         |
| 1900    | 맬컴 휘트먼                              |                   |                         |
| 1899    | 맬컴 휘트먼                              |                   |                         |
| 1898    | 리오 웨어                                |                   |                         |
| 1897    | 리오 웨어                                |                   |                         |
| 1896    | 로버트 렌                                |                   |                         |
| 1895    | 윌리엄 란드                              |                   |                         |
| 1894    | R.W.P. 매슈스                            |                   |                         |
| 1893    | H.E. 에이버리                            |                   |                         |
| 1892    | F.H. 호비                                | B.R. 빅스비       | 6-2, 6-0, 1-6, 6-1      |
| 1891    | F.S. 맨즈필드                            | E.C. 태너         | 6-1, 6-1, 6-1           |
| 1890    | E.C. 태너                                | O.E. 매클럼       | 6-4, 6-3, 6-2           |
| 1889    | C.S. 하이먼                              | A.E. 플러머       | 6-4, 7-5, 6-4           |
| 1888    | C.S. 하이먼                              | R.S. 우드         | 7-5, 8-6, 6-4           |
| 1887    | C.S. 하이먼                              | I.H. 볼드윈       | 6-0, 6-3, 6-3           |
| 1886    | C.S. 하이먼                              | I.F. 헬머스       | 6-4, 6-4, 1-6, 4-6, 6-4 |
| 1885    | 조지프 클라크                            | I.F. 헬머스       | 6-3, 3-6, 6-1, 6-2      |
| 1884    | C.S. 하이먼                              | A.C. 골트         | 8-6, 6-8, 4-6, 6-4, 6-2 |
| 1883    | M. 파넘                                  | C.S. 하이먼       | 6-3, 6-3, 0-6, 6-0      |
| 1882    | H.D. 갬블                                | I.F. 헬머스       | 6-2, 6-3, 6-2           |
| 1881    | I.F. 헬머스                              | W.H. 영           | 6-2, 6-2                |

- *이 해 대회 결과에 대해서는 논쟁이 존재함. 이 링크의 자료를 참고할 것.

### 여자

#### 단식 (1892-1967년)
| 연도    | 우승자              |
| ------- | ------------------- |
| 1892    | 모드 오스본         |
| 1893    | 모드 오스본         |
| 1894    | 모드 오스본         |
| 1895    | 유스터스 스미스     |
| 1896    | 줄리엣 앳킨슨       |
| 1897    | 줄리엣 앳킨슨       |
| 1898    | 줄리엣 앳킨슨       |
| 1899    | 바이얼릿 서머헤이스 |
| 1900    | 바이얼릿 서머헤이스 |
| 1901    | 바이얼릿 서머헤이스 |
| 1902    | 바이얼릿 서머헤이스 |
| 1903    | 바이얼릿 서머헤이스 |
| 1904    | 바이얼릿 서머헤이스 |
| 1905    | 대회 미개최         |
| 1906    | 로이스 모이스 비클  |
| 1907    | 로이스 모이스 비클  |
| 1908    | 로이스 모이스 비클  |
| 1909    | 메이 서턴           |
| 1910    | 로이스 모이스 비클  |
| 1911    | 플로렌스 서턴       |
| 1912    | 메리 브라운         |
| 1913    | 로이스 모이스 비클  |
| 1914    | 로이스 모이스 비클  |
| 1915-18 | 대회 미개최         |
| 1919    | 메리언 진더스타인   |
| 1920    | 로이스 모이스 비클  |
| 1921    | 로이스 모이스 비클  |
| 1922    | 로이스 모이스 비클  |
| 1923    | 플로렌스 베스트     |
| 1924    | 로이스 모이스 비클  |
| 1925    | M. 리밍             |
| 1926    | M. 리밍             |
| 1927    | 캐럴라인 슈워츠     |
| 1928    | 미지 글래드먼       |
| 1929    | 올리브 웨이드       |
| 1930    | 올리브 웨이드       |
| 1931    | 이디스 크로스       |
| 1932    | 올리브 웨이드       |
| 1933    | 그래신 휠러 켈러허  |
| 1934    | 캐럴라인 디컨       |
| 1935    | 마거릿 오스본 듀폰  |
| 1936    | 에스터 바토시       |
| 1937    | 이블린 M. 디어먼    |
| 1938    | 러네이 볼트         |
| 1939    | 엘리자베스 블랙먼   |
| 1940    | 엘리너 영           |
| 1941-45 | 대회 미개최         |
| 1946    | 바바 루이스         |
| 1947    | 그래신 휠러 켈러허  |
| 1948    | 패트리샤 매컨       |
| 1949    | 바바 루이스         |
| 1950    | 도리스 포플         |
| 1951    | 루실 데이비드슨     |
| 1952    | 멜리타 라미레스     |
| 1953    | 멜리타 라미레스     |
| 1954    | 캐럴 페이저러스     |
| 1955    | 해나 슬레이덱       |
| 1956    | 진 레어드           |
| 1957    | 루이즈 브라운       |
| 1958    | 엘리너 도지         |
| 1959    | 메리 마틴           |
| 1960    | 도나 포드           |
| 1961    | 앤 헤이든           |
| 1962    | 앤 바클레이         |
| 1963    | 앤 바클레이         |
| 1964    | 베니타 센           |
| 1965    | 줄리 헬드먼         |
| 1966    | 리타 벤틀리         |
| 1967    | 케이시 하터         |

#### 단식 (1968년-현재)
| 연도 | 우승자                 | 준우승자               | 결승전 스코어       |
| ---- | ---------------------- | ---------------------- | ------------------- |
| 1968 | 제인 바트코위츠        | 페이 어번              | 6–3, 6–3            |
| 1969 | 페이 어번              | 비키 버너              | 6–2, 6–0            |
| 1970 | 마거릿 코트            | 로즈메리 카잘스        | 6-8, 6-4 6-4        |
| 1971 | 프랑수아즈 뒤르        | 이본 굴라공 콜리       | 6-4, 6-2            |
| 1972 | 이본 굴라공 콜리       | 버지니아 웨이드        | 6-3, 6-1            |
| 1973 | 이본 굴라공 콜리       | 헬가 니센 마스트호프   | 7-6, 6-4            |
| 1974 | 크리스 에버트          | 줄리 헬드먼            | 6-0, 6-3            |
| 1975 | 마시 루이              | 로라 듀폰              | 6-1, 4-6, 6-4       |
| 1976 | 미마 야우쇼베츠        | 레슬리 헌트            | 6-2, 6-0            |
| 1977 | 레기나 마르시코바      | 마리스 크루거          | 6-4, 4-6, 6-2       |
| 1978 | 레기나 마르시코바      | 비르지니아 루지치      | 7-5, 6-7, 6-2       |
| 1979 | 로라 듀폰              | Brigette Cuypers       | 6-4, 6-7, 6-1       |
| 1980 | 크리스 에버트          | 비르지니아 루지치      | 6–3, 6–1            |
| 1981 | 트레이시 오스틴        | 크리스 에버트          | 6–1, 6–4            |
| 1982 | 마르티나 나브라틸로바  | 앤드리아 예거          | 6–3, 7–5            |
| 1983 | 마르티나 나브라틸로바  | 크리스 에버트          | 6–4, 4–6, 6–1       |
| 1984 | 크리스 에버트          | 얼리샤 몰턴            | 6–2, 7–6            |
| 1985 | 크리스 에버트          | 클라우디아 코데킬슈    | 6–2, 6–4            |
| 1986 | 헬레나 수코바          | 팸 슈라이버            | 6–2, 7–5            |
| 1987 | 팸 슈라이버            | 지나 개리슨            | 6–4, 6–1            |
| 1988 | 가브리엘라 사바티니    | Natasha Zvereva        | 6–1, 6–2            |
| 1989 | 마르티나 나브라틸로바  | 아란차 산체스 비카리오 | 6–2, 6–2            |
| 1990 | 슈테피 그라프          | 카테리나 말레에바      | 6–1, 6–7, 6–3       |
| 1991 | 제니퍼 카프리아티      | 카테리나 말레에바      | 6–2, 6–3            |
| 1992 | 아란차 산체스 비카리오 | 모니카 셀레스          | 6–3, 4–6, 6–4       |
| 1993 | 슈테피 그라프          | 제니퍼 카프리아티      | 6–1, 0–6, 6–3       |
| 1994 | 아란차 산체스 비카리오 | 슈테피 그라프          | 7–5, 1–6, 7–6       |
| 1995 | 모니카 셀레스          | Amanda Coetzer         | 6–0, 6–1            |
| 1996 | 모니카 셀레스          | 아란차 산체스 비카리오 | 6–1, 7–6            |
| 1997 | 모니카 셀레스          | 앙케 후버              | 6–2, 6–4            |
| 1998 | 모니카 셀레스          | 아란차 산체스 비카리오 | 6–3, 6–2            |
| 1999 | 마르티나 힝기스        | 모니카 셀레스          | 6–4, 6–4            |
| 2000 | 마르티나 힝기스        | 세레나 윌리엄스        | 0–6, 6–3, 3–0, 기권 |
| 2001 | 세레나 윌리엄스        | 제니퍼 카프리아티      | 6–1, 6–7, 6–3       |
| 2002 | 아멜리 모레스모        | 제니퍼 카프리아티      | 6–4, 6–1            |
| 2003 | 쥐스틴 에냉            | 리나 크라스노루츠카야  | 6–1, 6–0            |
| 2004 | 아멜리 모레스모        | 옐레나 리홉체바        | 6–1, 6–0            |
| 2005 | 킴 클리스터스          | 쥐스틴 에냉            | 7–5, 6–1            |
| 2006 | 아나 이바노비치        | 마르티나 힝기스        | 6–2, 6–3            |
| 2007 | 쥐스틴 에냉            | 옐레나 얀코비치        | 7–6(3), 7–5         |
| 2008 | 디나라 사피나          | 도미니카 치불코바      | 6–2, 6–1            |
| 2009 | 엘레나 데멘티에바      | 마리아 샤라포바        | 6–4, 6–3            |

#### 복식 (1970년-현재)
| 연도 | 우승자                                                 | 준우승자                                        | 결승전 스코어    |
| ---- | ------------------------------------------------------ | ----------------------------------------------- | ---------------- |
| 1970 | 로즈메리 카잘스 마거릿 코트                            | 헬렌 골레이 퍼트리샤 워크던                     | 6-0, 6-1         |
| 1971 | 로즈메리 카잘스 Françoise Durr                         | 이본 굴라공 콜리 레슬리 터너 바우리             | 6-3, 6-2         |
| 1972 | 마거릿 코트 이본 굴라공 콜리                           | 브렌다 커크irk 퍼트리샤 워크던                  | 3-6, 6-3, 7-5    |
| 1973 | 이본 굴라공 콜리 페기 미셸                             | 헬가 니센 마스트호프 마르티나 나브라틸로바      | 6-3, 6-2         |
| 1974 | 줄리 헬드먼 게일 셰리프 샹프루                         | 크리스 에버트 진 에버렛                         | 6-3, 6-3         |
| 1975 | 줄리 앤서니 마거릿 코트                                | 조앤 러셀 제인 스트래튼                         | 6-2, 6-4         |
| 1976 | 재닛 뉴베리 신시아 사일러 더너                         | 수 바커 팸 티과던                               | 6-7, 6-3, 6-1    |
| 1977 | 델리나 보쇼프 일라나 클로스                            | 로즈메리 카잘스 이본 굴라공 콜리 Cawley         | 6-2, 6-3         |
| 1978 | 레기나 마르시코바 팸 티과던                            | 크리스 오닐 폴라 스미스                         | 5-7, 6-4, 6-2    |
| 1979 | 리아 앤토너플리스 다이앤 에버스                        | 크리스 오닐 미미 빅스테트                       | 2-6, 6-1, 6-3    |
| 1980 | 앤드리아 예거 레기나 마르시코바                        | 앤 기요무라 벳시 나이절슨                       | 6-1, 6-3         |
| 1981 | 마르티나 나브라틸로바 팸 슈라이버                      | 캔디 레이놀즈 앤 스미스                         | 7-6, 7-6         |
| 1982 | 마르티나 나브라틸로바 캔디 레이놀즈                    | 바버라 포터 샤론 월시                           | 6-4, 6-4         |
| 1983 | 앤 홉스 앤드리아 예거                                  | 로절린 페어뱅크 캔디 레이놀즈                   | 6-4, 5-7, 7-5    |
| 1984 | 캐시 조던 엘리자베스 세이어스                          | 클라우디아 코데킬슈 하나 만들리코바             | 6-1, 6-2         |
| 1985 | 히히 페르난데스 마르티나 나브라틸로바                  | 마르셀라 메스커르 파스칼 파라디                 | 6-4, 6-0         |
| 1986 | 지나 개리슨 가브리엘라 사바티니                        | 팸 슈라이버 헬레나 수코바                       | 7-6, 5-7, 6-4    |
| 1987 | 지나 개리슨 로리 맥닐                                  | 클라우디아 코데킬슈 헬레나 수코바               | 6-1, 6-2         |
| 1988 | 야나 노보트나 헬레나 수코바                            | 지나 개리슨 팸 슈라이버                         | 7-6, 7-6         |
| 1989 | 히히 페르난데스 로빈 화이트                            | 마르티나 나브라틸로바 Larisa Savchenko          | 6-1, 7-5         |
| 1990 | 벳시 나이절슨 가브리엘라 사바티니                      | 헬렌 켈레시 라파엘라 레지                       | 3-6, 6–2, 6-2    |
| 1991 | Larisa Savchenko Natalia Zvereva                       | 클라우디아 코데킬슈 헬레나 수코바               | 1-6, 7-5, 6-2    |
| 1992 | 로리 맥닐 러네이 스텁스                                | 히히 페르난데스 Natalia Zvereva                 | 3-6, 7-5, 7-5    |
| 1993 | Larisa Savchenko Neiland 야나 노보트나                 | 아란차 산체스 비카리오 헬레나 수코바            | 6-1, 6-2         |
| 1994 | 메러디스 맥그래스 아란차 산체스 비카리오               | 팸 슈라이버 엘리자베스 세이어스 스마일리        | 2-6, 6-2, 6-4    |
| 1995 | 가브리엘라 사바티니 브렌다 슐츠매카시                  | 마르티나 힝기스 이바 마욜리                     | 4-6, 6-0, 6-3    |
| 1996 | 아란차 산체스 비카리오 Larisa Savchenko Neiland        | 메리 조 페르난데스 헬레나 수코바                | 7-6, 6-1         |
| 1997 | Yayuk Basuki 카롤리너 피스                             | 니콜 애런트 마논 볼레흐라프                     | 3-6, 7-5, 6-4    |
| 1998 | 마르티나 힝기스 야나 노보트나                          | Yayuk Basuki 카롤리너 피스                      | 6-3, 6-4         |
| 1999 | 야나 노보트나 마리 피르스                              | Larisa Savchenko Neiland 아란차 산체스 비카리오 | 6-3, 2-6, 6-3    |
| 2000 | 마르티나 힝기스 Nathalie Tauziat                       | 쥘리 알라르드퀴기 스기야마 아이                 | 6–3, 3-6, 6–4    |
| 2001 | 킴벌리 포메설리 니콜 프랫                              | 티나 크리잔 카타리나 스레보트니크               | 6–3, 6–1         |
| 2002 | 비르히니아 루나오 파스쿠알 파올라 수아레스             | 후지와라 리카 스기야마 아이                     | 6–4, 7–6(4)      |
| 2003 | 스베틀라나 쿠즈네초바 마르티나 나브라틸로바            | 마리아 벤토카브치 Angelique Widjaja             | 3–6, 6–1, 6–1    |
| 2004 | 아사고에 시노부 스기야마 아이                          | Liezel Horn Huber Tamarine Tanasugarn           | 6–0, 6–3         |
| 2005 | 아나레나 그뢰네펠트 마르티나 나브라틸로바              | 콘치타 마르티네스 비르히니아 루나오 파스쿠알    | 5–7, 6–3, 6–4    |
| 2006 | 마르티나 나브라틸로바 나디아 페트로바                  | 카라 블랙 아나레나 그뢰네펠트                   | 6–1, 6–2         |
| 2007 | 카타리나 스레보트니크 스기야마 아이                    | 카라 블랙 Liezel Horn Huber                     | 6–4, 2–6, [10–5] |
| 2008 | 카라 블랙 Liezel Horn Huber                            | 마리아 키릴렌코 플라비아 페네타                 | 6–1, 6–1         |
| 2009 | 누리아 야고스테라 비베스 마리아 호세 마르티네스 산체스 | 서맨사 스토서 러네이 스텁스                     | 2–6, 7–5, [11–9] |